# Heterochordeumatidea
Heterochordeumatidea – podrząd wijów z gromady dwuparców
i rzędu Chordeumatida.
Tułów u dorosłych form tych dwuparców złożony jest z 26, 28, 30 lub 36 pierścieni. Głowę cechuje pozbawione przedbródka gnatochilarium. Gruczoły biodrowe przy dziesiątej parze odnóży są zawsze obecne i często wraz z biodrami powiększone, natomiast przy jedenastej parze występują tylko u Diplomaragnidae i niektórych Megalotylidae. Koksyty tylnej pary gonopodów samca zawsze uczestniczą w przekazywaniu nasienia, rzadko samodzielnie, zwykle przy współudziale przedniej pary gonopodów. Telopodity tylnych gonopodów są zredukowane lub wręcz szczątkowe; składają się z dwóch członów: przedudzia i znacznie powiększonego, zaopatrzonego w tkankę gruczołową uda.
Takson ten wprowadzony został w 2000 roku przez Williama Sheara. Należy tu ponad 200 opisanych gatunków, zgrupowanych w następujących nadrodzinach i rodzinach:
- Conotyloidea Cook, 1896
  - Adritylidae Shear, 1971
  - Conotylidae Cook, 1896
- Diplomaragnoidea Attems, 1907
  - Diplomaragnidae Attems, 1907
- Heterochordeumatoidea Pocock, 1894
  - Eudigonidae Verhoeff, 1914
  - Heterochordeumatidae Pocock, 1894
  - Megalotylidae Golovatch, 1978
  - Metopidiotrichidae Attems, 1907
  - Peterjohnsiidae Mauriès, 1987
- Pygmaeosomatoidea Carl, 1941
  - Lankasomatidae Mauriès 1978
  - Pygmaeosomatidae Carl, 1941